# Miho Monaldi
Miho Monaldi (Dubrovnik, oko 1540. − Dubrovnik, 1592.), bio je hrvatski renesansni teolog, filozof, pjesnik i matematičar iz Dubrovnika. Jedan od predstavnika »zlatnog vijeka« dubrovačke književnosti. Njegov opus ni do danas nije potpuno istražen, koji iako nevelik, značajan je i u europskim okvirima. Pisao je isključivo na talijanskom jeziku.
Bio je član dubrovačke Akademije složnijeh.
Objavio je u Rimu zbirku soneta, madrigala, sestina i kancona. Opjevao je pobjedu u bitci kod Lepanta, napisao kratki spjev, pobožne pjesme te dijalog, neoplatonistički orijentirani spis Irene, ossia della bellezza. Jedna od sugovornica u tom dijalogu je Cvijeta Zuzorić. Po ovom je djelu jednim od rijetkih hrvatskih autora koji je iza sebe ostavio cjelovit sustav filozofije umjetnosti. Ostavio je zanimljive teze o glazbi, po čemu je hrvatski renesansni teoretičar glazbe.